# Doutor Wilson Batista
Doutor Wilson Batista (São João del-Rei, 21 de maio de 1969) é um médico e político brasileiro, filiado ao Partido Social Democrático (PSD). Nas eleições de 2022, foi eleito deputado estadual por Minas Gerais.